# Сей Саллюстій
Сей Саллюстій (Луцій Цей Геренній Саллюстій, лат. Lucius Seius Herennius Sallustius, †227) — римський узурпатор у 227 році. Він був онуком консула 151 року Публія Сейя Саллюстій Фускіана. Саллюстій став тестем Александра Севера у 225 році, після того як його дочка Саллюстія Орбіана. Тоді Олександр підвищив Саллюстія до рангу цезаря. Однак конкуренція за владу привела до протистояння Саллюстія з матір'ю імператора Юлією Мамеєю, яка фактично управляла імперією. Шлюб тривав недовго. Мамея наполягла на розлученні. У 227 році Саллюстій був звинувачений у замаху на життя імператора. Він перейшов до преторіанського табору, де спробував за допомогою преторіанців захопити владу, однак там його схопили і стратили. Його дочка була відправлена на заслання до Африки.